# Frühlingssinfonie (Film)
Frühlingssinfonie ist ein deutscher Spielfilm aus dem Jahre 1983, in dem insbesondere das Paar Clara und Robert Schumann porträtiert werden. Der Titel greift den Beinamen der 1. Sinfonie Robert Schumanns auf.

## Handlung
Clara Wieck lebt mit ihrem Vater Friedrich Wieck, der Klavierlehrer ist, in Leipzig. Wieck ist überzeugt vom Talent seiner Tochter im Klavierspiel und tut alles, um das junge Mädchen groß herauszubringen. Unerbittlich zwingt er das Wunderkind zu Proben und Konzerten. Vom Erfolg des Mädchens und überzeugt von den Methoden ihres Vaters als Klavierpädagoge werden auch andere junge Pianisten angelockt. Der junge Pianist und Komponist Robert Schumann wird ebenfalls Schüler von Wieck. Zu diesem Zeitpunkt ist Clara elf und Robert zwanzig Jahre alt. Jahre später verliebt sich Clara in Robert, der zwar talentiert, aber noch ein erfolgloser Komponist ist. Vater Wieck ist gegen die Beziehung und schickt seine Tochter nach Dresden zum Gesangsunterricht, um die beiden zu trennen. Das junge Liebespaar gibt jedoch nicht auf. Robert reist Clara nach und sie beschließen zu heiraten. Dafür jedoch benötigen sie die Erlaubnis des Vaters. Diese klagen sie 1840 vor einem Gericht in Leipzig ein und bekommen die Erlaubnis. Dies führt zum Bruch zwischen Tochter und Vater und Schüler und Lehrer.

## Hintergrund
Der Film Frühlingssinfonie ist die erste westdeutsche Produktion, die in der DDR an Originalschauplätzen gedreht werden konnte. Ebenso wurden z. B. die Szenen im alten Leipziger Gewandhaus in den DEFA-Studios in Babelsberg gedreht. Nach aufwendigen politischen Verhandlungen konnten 1982 die Dreharbeiten beginnen. Schamoni besetzte den DDR-Schauspieler Rolf Hoppe, der in Mephisto kurz zuvor zum internationalen Star aufgestiegen war. Herbert Grönemeyer spielt in diesem Film nach dem Erfolg von Das Boot seine nächste Kinohauptrolle. Es war aber gleichzeitig seine letzte große Kinorolle. Kurz darauf setzte er sich endgültig als Musiker durch und konzentrierte sich fortan auf diese Karriere.
Die Filmmusik ist von Robert Schumann. Interpretiert werden Schumanns Werke von dem Bariton Dietrich Fischer-Dieskau, den Pianisten Babette Hierholzer und Ivo Pogorelich, dem Violisten Gidon Kremer und der Dresdner Staatskapelle unter dem Dirigenten Wolfgang Sawallisch.
Der Kinostart des Films in der Bundesrepublik Deutschland war am 8. April 1983 und in der DDR am 4. November 1983. Im deutschen Fernsehen war er erstmals am 1. Oktober 1985 um 19.30 Uhr im ZDF zu sehen.

## Kritiken
- Friedrich Luft in Die Welt, 1983: Frühlingssinfonie von Peter Schamoni setzt furios ein. Gidon Kremer, der Teufelsgeiger aus Russland, säbelt, als Paganini verkleidet, original eines von dessen wilden Capriccios vor einem Biedermeier-Publikum herunter. Da stockt einem schon der Atem. Auf der Empore des Saales das offene Gesicht des jungen Schumann (Herbert Grönemeyer). Er zuckt nach den wilden Rhythmen. Sein Entschluss steht fest. Er will „der Paganini des Klaviers“ werden. Schamoni schneidet sich zehn himmelstürmend traurige Jahre aus dem Leben Schumanns heraus. Er geht bei Friedrich Wieck (Rolf Hoppe), dem geschäftstüchtig kalkulierenden Vater des Wunderkindes, Clara Wieck (Nastassja Kinski), in die Lehre. Er muss aufgeben. Eine Handverletzung macht ihn für die Pianistenkarriere untauglich. Der junge Himmelsstürmer wirft sich auf die Komposition. Er verliebt sich in Wiecks begnadete Tochter. Der starre Vater will die Verbindung verhindern mit allen Mitteln. Man geht, um doch heiraten zu können, schließlich vor Gericht. Der Rabenvater, der seine ganze Liebe und das Kapital seines Herzens in die göttliche Pianistentochter geworfen hatte, verliert. Das junge Paar kann heiraten, kann endlich seine romantische Liebe für immer knüpfen. Das Happy-End ist umwölkt. Schamoni deutet an: Dies muss schief gehen. Zwei Genies können einander nicht ertragen. Die menschliche Tragödie ist vorprogrammiert. Der Film klingt aus, deutlich in Moll. Dieser Film von Peter Schamoni ist mehr als nur die redliche Auspinselung von bekannten Musikerschicksalen. Er klingt wirklich. Er ist sehenswert. Sogar für Musikfreunde und Schumann-Kenner.[4]

- Der Spiegel, 15/1983: Ansonsten wäre die „Frühlingssinfonie“ der übliche Bilderbogen mit candlelight, Fachwerkromantik, Kutschenfahrten durch pastellfarbene Landschaften, mit Konzerten, wo immer wieder ergriffene Konzertbesucher ergriffen drei Schlußtakte beklatschen, wäre da nicht, als Claras Vater, der außerordentliche DDR-Schauspieler Rolf Hoppe (der Göring aus dem „Mephisto“). Und der zeigt Kinderliebe als vertagtes Leben, Geschäftssinn als heftige Zuneigung. Kurz: Seine Geschichte mit der zum Wunderkind herangezüchteten Tochter ist eine neugierige, zärtliche und kritische Erkundungsfahrt und eben keine kolorierte kleine Nachtmusik.[5]

## Auszeichnungen
Peter Schamoni erhielt im Jahr 1983 den Bayerischen Filmpreis in der Kategorie Regie. Nastassja Kinski wurde ebenfalls im Jahr 1983 mit dem Filmband in Gold für die Beste darstellerische Leistung ausgezeichnet.

## Trivia
Bei einem Konzert kritisiert der junge Schumann, die Menschen seien „... wie eine träge Herde Kühe, schauen kurz auf und grasen dann gemütlich weiter“. Diese Textzeile wird Grönemeyer später im Song "Jetzt oder nie" wieder verwenden, der auf dem 1984 veröffentlichtem Album 4630 Bochum enthalten ist.